# Comté d'Akershus
Pour les articles homonymes, voir Akershus.
Le comté d’Akershus (Akershus fylke en norvégien) est un comté norvégien situé au sud-est du pays. Il est voisin des comtés de Hedmark, Oppland, Buskerud, Oslo et Østfold. Il dispose également, sur une courte distance, d’une frontière commune avec le comté suédois de Värmland.
À la suite de la réforme des comtés de 2017, il est intégré à partir de 2020 dans le comté de Viken avec les comtés de Buskerud et d'Østfold ; finalement, en février 2022, l'assemblée régionale de Viken approuve la demande officielle de dissolution du comté, qui entre en vigueur le 1er janvier 2024.
De nombreuses banlieues de la capitale se situant sur son territoire, Akershus est le premier comté le plus peuplé après celui d'Oslo. Son centre administratif se situe à Oslo, bien que cette ville ne fasse pas partie du comté.
Le comté est composé de deux régions différentes, l'une à l'est et l'autre à l'ouest d'Oslo. La région occidentale, plus restreinte, ne comprend que les communes d'Asker et Bærum. La partie orientale du comté est plus vaste, et correspond aux anciens pays de Follo et Romerike. L’Akershus inclut également une partie du lac Mjøsa.
Le comté abrite le site historique d'Eidsvoll, à 48 kilomètres au nord d'Oslo : c'est là que fut ratifiée la constitution norvégienne de 1814. Par ailleurs les terres héréditaires de l'héritier à la couronne se trouvent à Asker.
Au sud d'Eidsvoll se situe l'aéroport international de Gardermoen. Les principales lignes de chemin de fer norvégiennes, qui relient Oslo au reste du pays, traversent le comté de part en part.

## Communes
Le comté d’Akershus est subdivisé en 24 communes (Kommuner) au niveau local ;  Jevnaker et Lunner rejoignent en 2024 le comté après la dissolution du comté de Viken :
- Ås
- Asker
- Aurskog-Høland
- Bærum, avec le centre pénitentiaire d'Ila
- Eidsvoll
- Enebakk
- Fet
- Frogn
- Jevnaker
- Gjerdrum
- Hurdal
- Lørenskog
- Lunner
- Nannestad
- Nes
- Nesodden
- Nittedal
- Oppegård
- Rælingen
- Skedsmo
- Ski
- Sørum
- Ullensaker
- Vestby